# Arame
Arame (a les fonts assíries se l'anomena Arramu) va ser el primer rei d'Urartu, que va unificar als 23 petits reis del país de Nairi (a les fonts assíries) i va crear el regne de Biaini (a les fonts assíries anomenat Urartu).
Arame va ser contemporani del rei d'Assíria Assurnasirpal II (884 aC-859 aC). Aquest rei assiri va fer la guerra a la frontera i va sotmetre el Kirruri (Rawanduz) i el Katxiari (Kashiari) cap a l'any 882 aC; el Matiati (Midiyad) i el Tuxan o Tushan (Kurkh o Qurkhi, prop d'Amida) el 879 aC; el Kipani (Hisn Kayfa) el 866 aC; l'Arkània (Arghana) cap al 865 aC. Així doncs la Commagena i part de la regió de Diyar Bakr va passar a Assíria en aquests anys.
Al final del regnat d'Arame, el nou rei d'Assíria era Salmanassar III, fill de l'anterior rei, que va continuar combatent als districtes fronterers. L'any 859 aC va fer un atac a Kubutxkia (curs superior del Gran Zab, que els armenis anomenaran després Petit Albag). El 857 aC va sortir d'Inziti o Alzi (Hanzith o Anzitena a la regió de Kharpurt) i va travessar Suhma o Suhmi (és a dir el futur Balahovit o Balabitena) i la regió de Palu i va arribar fins a la capital d'Urartu, Arzachku (possiblement Malazgird). Arame es va retirar a les muntanyes d'Adduri abandonant la capital, i allí va ser derrotat però es va poder salvar, encara que la capital va ser incendiada. A una muntanya anomenada Iritia el rei assiri es va fer aixecar una estàtua de lloança. La regió de Aramili (Apahuniq) que corresponia als dominis reials d'Urartu, va ser devastada. Després va marxar cap a la regió de Zenziun (la futura Akhiovit) i va arribar a l'actual Ardjesh o Ardjish on es va banyar a la mar de Nairi (llac Van). D'allí va passar fins al llac Urmia pel país de Gilzan (possiblement Zaravand), i el rei d'aquell territori se li va sotmetre efímerament.
Arame va morir cap a l'any 844 aC i el va succeir Sarduri I.